# Heavenly Breakfast
Heavenly Breakfast: An Essay on the Winter of Love est un mémoire autobiographique publié en 1979 par Samuel R. Delany. Il détaille le temps qu'il a passé à vivre dans une communauté dans le Lower East Side de New York pendant l'hiver 1967-1968, tout en modifiant certains détails.
Heavenly Breakfast est le nom du groupe de rock qui vivait en communauté, et dont les membres étaient Steve Wiseman, Susan Schweers, Bert Lee (qui fera partie plus tard des Central Park Sheiks (en)) et Delany.
Le livre est l'un des nombreux ouvrages autobiographiques de Delany.